# Altihoratosphaga
Altihoratosphaga är ett släkte av insekter. Altihoratosphaga ingår i familjen vårtbitare.
Kladogram enligt Catalogue of Life:
| Altihoratosphaga | \| \| Altihoratosphaga hanangensis \| \| \| \| \| \| Altihoratosphaga montivaga \| \| \| \| \| \| Altihoratosphaga nomima \| \| \| \| \| \| Altihoratosphaga nou \| \| \| \| |
|                  | \| \| Altihoratosphaga hanangensis \| \| \| \| \| \| Altihoratosphaga montivaga \| \| \| \| \| \| Altihoratosphaga nomima \| \| \| \| \| \| Altihoratosphaga nou \| \| \| \| |
|                  | Altihoratosphaga hanangensis |
|                  | |
|                  | Altihoratosphaga montivaga |
|                  | |
|                  | Altihoratosphaga nomima |
|                  | |
|                  | Altihoratosphaga nou |
|                  | |